# Ben Jonson Entertains a Man from Stratford

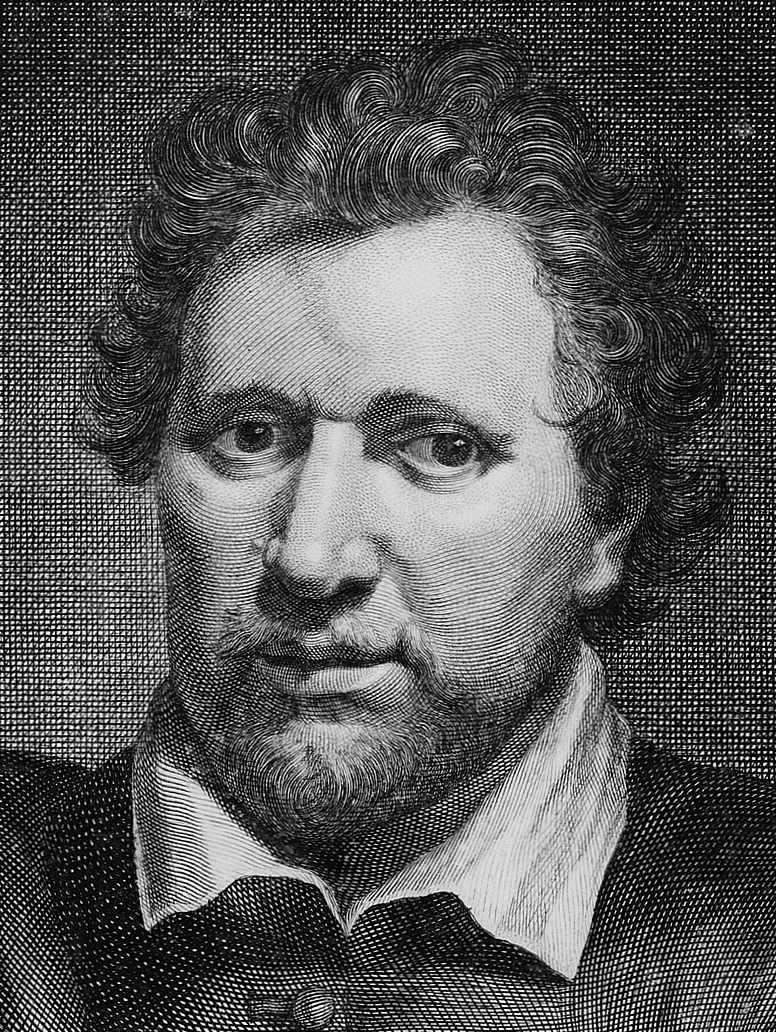
Bohaterem jednego z wierszy z tomiku The Man Against the Sky jest elżbietański dramaturg Ben Jonson, autor sztuk Volpone, albo Lis, Każdy w swoim humorze i Alchemik

Ben Jonson Entertains a Man from Stratford – monolog dramatyczny amerykańskiego poety Edwina Arlingtona Robinsona, opublikowany w tomiku The Man Against the Sky, wydanego Nowym Jorku w 1921 nakładem The Macmillan Company. Utwór jest napisany wierszem białym (blank verse), czyli nierymowanym pentametrem jambicznym, to znaczy sylabotonicznym dziesięciozgłoskowcem. Format ten jest typowy zarówno dla dramaturgii elżbietańskiej, jak i gatunku monologu dramatycznego (u Roberta Browninga, Alfreda Tennysona, Amy Levy i Emmy Lazarus). Bohaterem wiersza jest znany dramaturg (przede wszystkim znakomity komediopisarz) i poeta Ben Jonson, przyjaciel, ale także rywal i krytyk Williama Szekspira.
You are a friend then, as I make it out,
Of our man Shakespeare, who alone of us
Will put an ass's head in Fairyland
As he would add a shilling to more shillings,
All most harmonious, — and out of his
Miraculous inviolable increase
Fills Ilion, Rome, or any town you like
Of olden time with timeless Englishmen;
Brak informacji o tłumaczeniu utworu na język polski.